# Мэннинг, Фрэнки
Фрэ́нки Мэ́ннинг (англ. Frankie Manning; 26 мая 1914 — 27 апреля 2009) — американский танцор, преподаватель, хореограф. Считается одним из создателей танцевального жанра линди-хоп. Лауреат премии «Тони» 1989 года за хореографию для мюзикла Black and Blue.

## Биография
Фрэнки Мэннинг родился 26 мая 1914 года в городе Джэксонвилле (штат Флорида, США) у профессиональной танцовщицы, которая через три года перевезла его в Нью-Йорк. Там Фрэнки учился шить меховые шубы, что ему очень нравилось. По воскресеньям он ходил в церковь мимо танцевального зала Alhambra Ballroom. Зайдя туда однажды в 1927 году, он «заболел» танцем. Став немного опытнее, перешёл в более популярный Renaissance Ballroom, а в 1931 году — в Savoy Ballroom, где его увидел Герберт Уайт (Herbert White), предложивший Мэннингу войти в состав профессиональной танцевальной группы Whitey's Lindy Hoppers. К 1934 году Мэннинг был одним из лучших её участников.
На волне общественного увлечения линди-хопом Мэннинг в 1937 году снялся в голливудских фильмах Radio City Revels и Manhattan Merry Go Round, а затем — в очень успешной комедии братьев Маркс The Day at the Races. Продолжая сниматься (Jittering Jitterbugs (1938), Hellzapoppin' (1941), Hot Chocolates (1941), Killer Diller (1948), The Spirit Moves (1950)), вместе с Whitey's Lindy Hoppers гастролировал по миру.
Во время Второй мировой войны добровольно ушёл в армию. В 1947 году, после демобилизации, организовал весьма успешную танцевальную группу The Congaroo Dancers, но в 1954 году, с угасанием общественного интереса к линди-хопу, распустил её. Мэннинг женился и устроился работать на почту.
В 1985 году согласился дать несколько уроков Эрин Стивенс и её партнёру Стивену Митчеллу, после чего вернулся к прежней профессии. Работал хореографом, в том числе на Бродвее (Play On, 1997 год) и в Голливуде («Малкольм Икс», 1992 год). В 1989 году стал лауреатом премии «Тони» за хореографию для мюзикла Black and Blue. Про себя говорил: «Меня не интересует слава, я просто хочу, чтобы другие знали, насколько радостен этот танец».
Фрэнки Мэннинг умер в Нью-Йорке 27 апреля 2009 года в возрасте 94 лет.

## Фильмография
- 1937 — A Day at the Races (англ.)
- 1938 — Radio City Revels (англ.)
- 1939 — Keep Punching
- 1941 — Hellzapoppin (англ.)
- 1941 — Hot Chocolates
- 1943 — Jittering Jitterbugs
- 1948 — Killer Diller (англ.)
- 1992 — Малкольм Икс / Malcolm X — хореография
- 1992 — Stompin' at the Savoy — хореография
- 2000 — Jazz: A Film by Ken Burns (англ.)
- 2009 — Frankie Manning: Never Stop Swinging